# Panellus magnus
Panellus magnus är en svampart som beskrevs av Corner 1986. Panellus magnus ingår i släktet Panellus och familjen Mycenaceae.   Inga underarter finns listade i Catalogue of Life.